# Rutilus virgo
Rutilus virgo är en fiskart som först beskrevs av Heckel 1852.  Rutilus virgo ingår i släktet Rutilus och familjen karpfiskar. IUCN kategoriserar arten globalt som livskraftig. Inga underarter finns listade i Catalogue of Life.